# Грифова корона
Грифова корона — давньоєгипетська корона, яку носили великі царські дружини та жінки- фараонки. Її зображували у вигляді головного убору у вигляді грифа, накинутого на голову, крила якого звисають з боків. Це був символ захисту, пов'язаний із богинею-стерв'ятником Нехбет, яка часто носила цю корону, коли зображувалася в людській формі. Ці корони часто носили Велика Королівська Дружина, високопоставлені жриці та жінки-фараонки. Ці корони іноді були оснащені Уреєм, щоб символізувати Ваджет, що представляє як Верхній (Нехбет), так і Нижній Єгипет (Ваджет).

## Історія
Грифова корона спочатку використовували лише на зображеннях богинь. Однак, починаючи з П'ятої династії, цариці почали регулярно носити головний убір як частину свого образу. Асоціація Нехбет з царицею походить від символізму материнства грифа; ієрогліф грифа mwt використовувався для написання слова «мати». Оскільки Нехбет була богинею-захисницею, приналежність цариці до неї доповнювала роль фараона як втілення бога-сокола Гора.
Хенткаус II була однією з перших цариць, яка носила головний убір у вигляді грифа. У Новому царстві голову грифа на короні частіше замінювали уреєм.

## Галерея

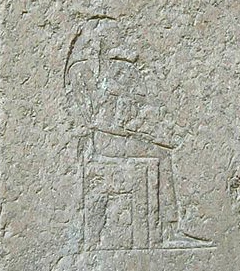
Рельєф Хенткаус I, яка сидить на троні з контурами грифової корони, 5-та династія, піраміда Хенткауса I, Гіза
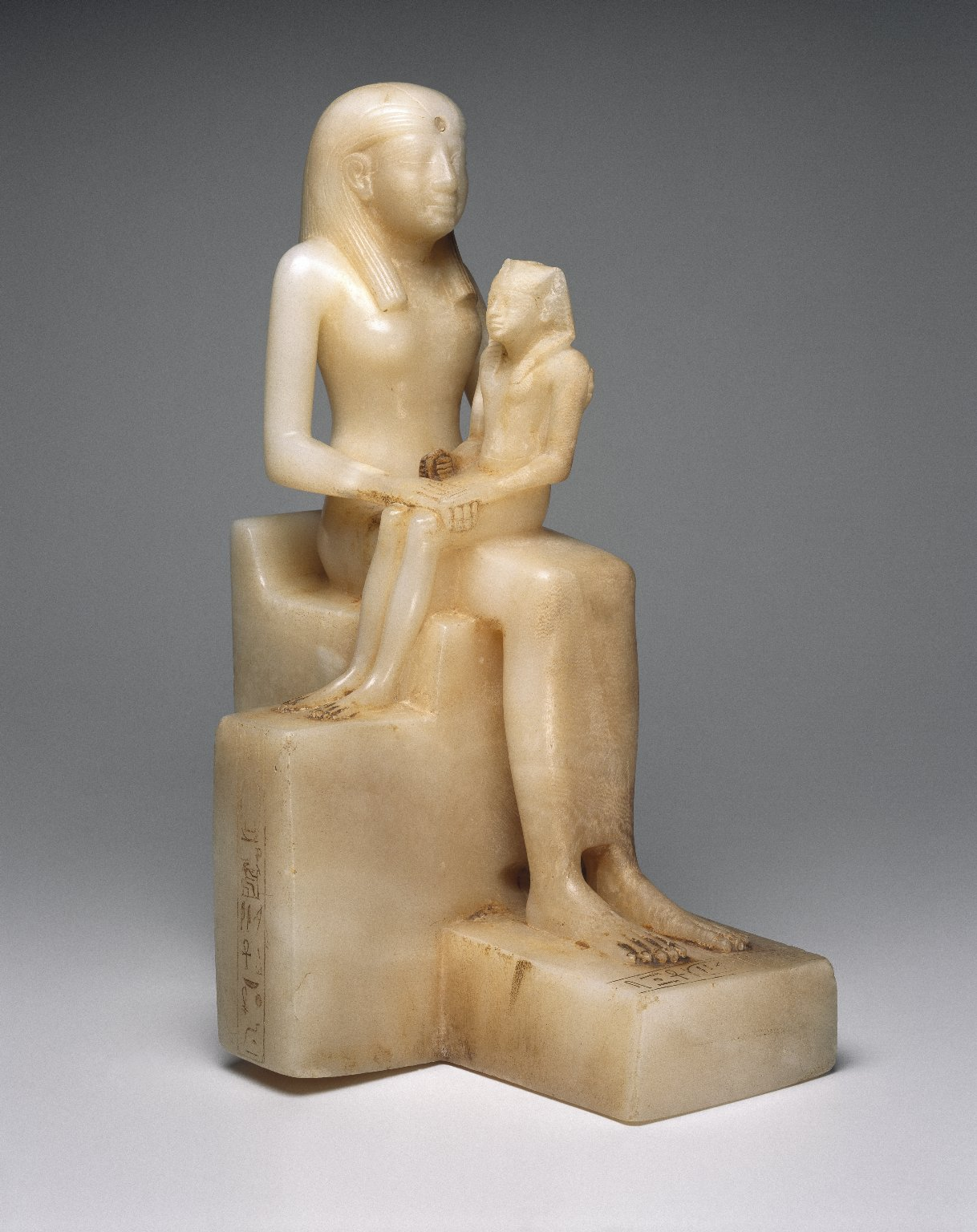
Анхнесмеріра II у грифовій короні, а її син, фараон Пепі II, сидить у неї на колінах. 6-та династія (бл. 2288-2224 рр. до н. е.), єгипетський алебастр, Бруклінський музей
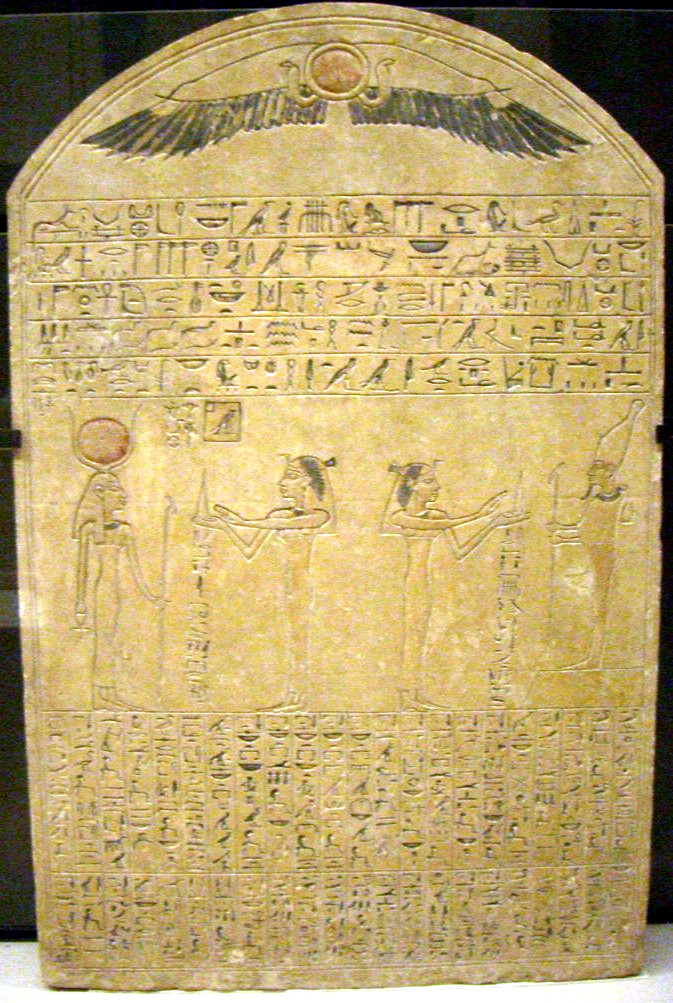
Стела цариці Нубхаес 13-ї династії, на якій вона зображена під час принесення жертв Хатхор і Осірісу, музей Лувр, Париж
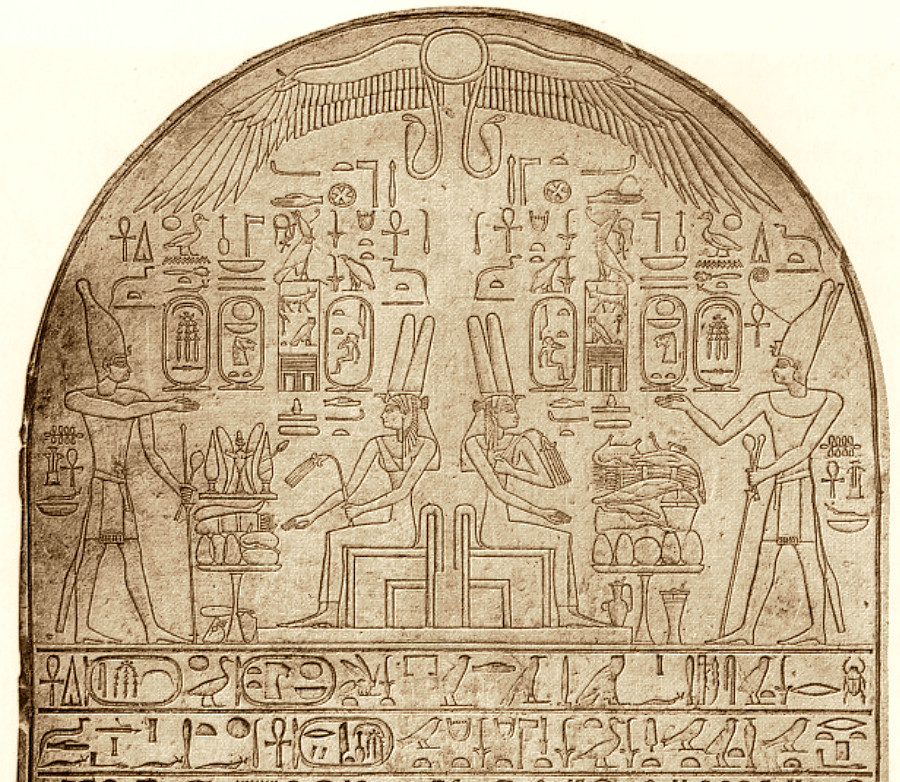
Стела на честь Тетішері, бабусі Яхмоса I, з Абідосу. 18-та династія, Єгипетський музей у Каїрі
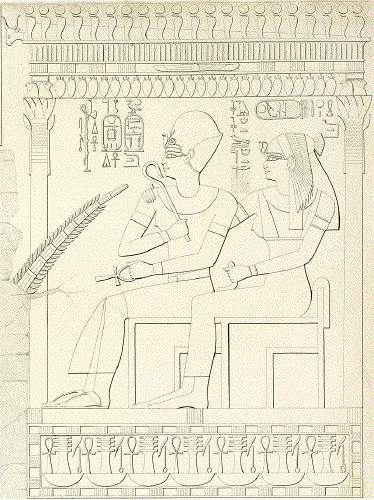
Ескіз картини з гробниці шейха Абд ель-Курни, на якій зображено Мерітру Хатшепсут з її чоловіком Тутмосом III, 18-та династія
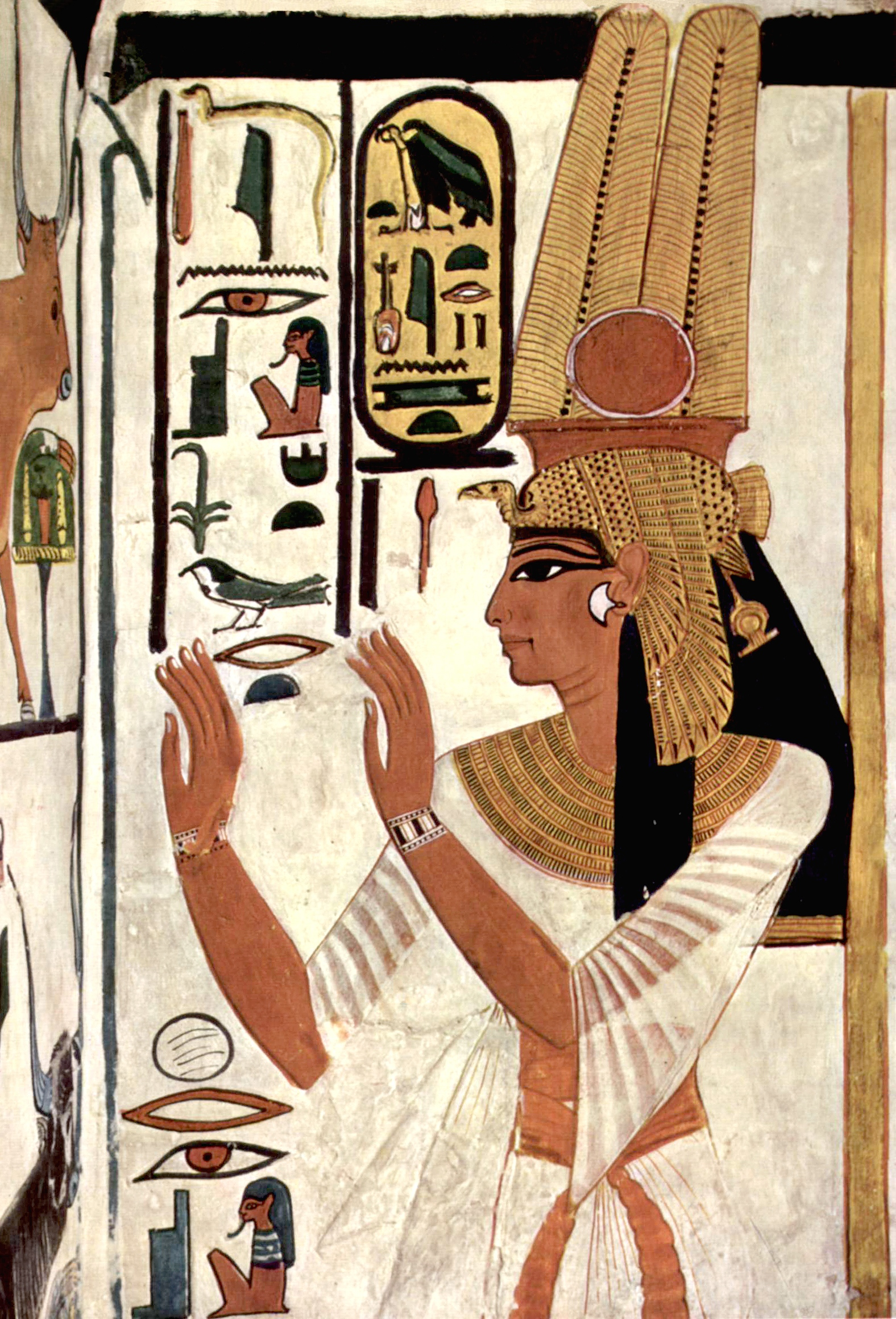
Нефертарі, дружина Рамзеса II, у грифовій короні разом із пір'ям та сонячним диском, 19-та династія (бл. 1255 р. до н. е.), QV66, Долина цариць, Луксор
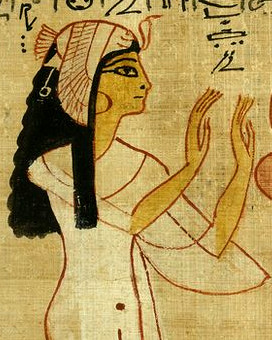
Ноджмет, дружина верховного жерця Амона Герігора, у грифовій короні. Книга мертвих Ноджмета, 21-ша династія (бл. 1064 р. до н. е.)
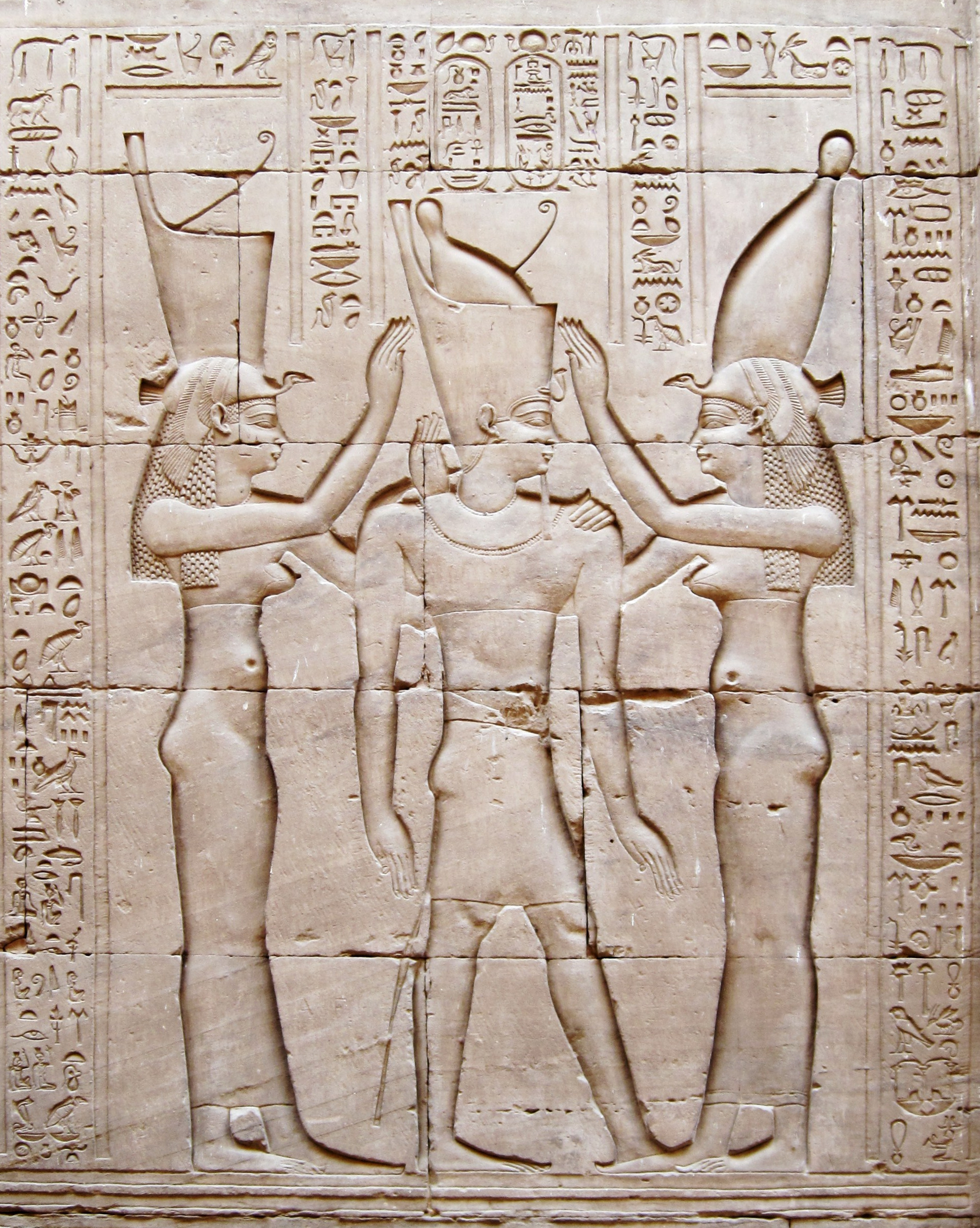
Богині Ваджет і Нехбет у грифових коронах разом із Дешрет і Хеджет відповідно під час коронації Птолемея XIII, період Птолемеїв, храм Едфу